# Cheilosia bardus
Cheilosia bardus är en tvåvingeart som först beskrevs av Harris 1780.  Cheilosia bardus ingår i släktet örtblomflugor, och familjen blomflugor. Inga underarter finns listade i Catalogue of Life.